# Folketingsmedlemmer valgt i 1854
Dette er en liste over folketingsmedlemmer valgt 1. december 1854 ved det femte folketingsvalg i Danmark. Der skulle vælges 101 medlemmer til Folketinget med en valgperiode på 3 år. I Danmark valgtes 100 folketingsmedlemmer i 100 enkeltmandsvalgkredse (9 i København, 46 på Øerne udenfor København og 45 i Jylland). I 77 ud af de 100 valgkredse blev valget afgjort ved kåring, heraf 8 kredse i København, 37 på Øerne udenfor København og 32 i Jylland. Der var 23 valgkredse med afstemning. Her varierede valgdeltagelsen fra 8,8 % til 36,2 % af de stemmeberettigede. I to valgkredse (Randers Amts 5. valgkreds og Vejle Amts 5. valgkreds) stemtes der for eller imod den eneste opstillede kandidat. I en valgkreds (Hjørring Amts 2. valgkreds) var der kun 1 kandidat, som ikke opnåede valg ved kåring, men da der ikke blev begæret en afstemning, blev der afholdt omvalg i valgkredsen 8. december 1854.
Der blev afholdt et suppleringsvalg i perioden frem til næste folketingsvalg, den 14. juni 1855. Det var 13. marts 1855 i Ringkøbing Amts 1. valgreds da den valgte var fratrådt.
På Færøerne skulle 1 folketingsmedlem vælges. Det er uklart om de nåede at afholde valget. Det færøske valg omtales ikke i Det statistiske Bureaus publikation om valget (Det statistiske Bureau 1862), og i listen over de valgte folketingsmedlemmer i Rigsdagstidende er der kun en tom linje under overskriften "Færøerne".
Listen over folketingsmedlemmer er opdelt efter amter. Kilden er Rigsdagstidende hvis titel for de valgte er anført. Kilden til kåringer er Det statistiske Bureau.

## København
| Valgkreds    | Valgsted | Valgt              | Titel              | Kåring |
| ------------ | -------- | ------------------ | ------------------ | ------ |
| 1. valgkreds |          | L.C. Larsen        | Overretsprokurator | Ja     |
| 2. valgkreds |          | Alfred Hage        | Konsul             | Ja     |
| 3. valgkreds |          | C.A. Broberg       | Grosserer          | Ja     |
| 4. valgkreds |          | C.J. Glahn         | Assessor pharm.    | Ja     |
| 5. valgkreds |          | C.A.F. Christensen | Borgerrepræsentant | Ja     |
| 6. valgkreds |          | Adolph Steen       | Professor          |        |
| 7. valgkreds |          | J.C. Jacobsen      | Borgerrepræsentant | Ja     |
| 8. valgkreds |          | C.V. Rimestad      | Institutbestyrer   | Ja     |
| 9. valgkreds |          | H.H. Kayser        | Borgerrepræsentant | Ja     |

## Københavns Amt
| Valgkreds    | Valgsted      | Valgt         | Titel                                       | Kåring |
| ------------ | ------------- | ------------- | ------------------------------------------- | ------ |
| 1. valgkreds | Frederiksberg | C.C. Hall     | Minister for kirke- og undervisningsvæsenet | Ja     |
| 2. valgkreds | Lyngby        | A.A. David    | Proprietær                                  | Ja     |
| 3. valgkreds | Roskilde      | Morten Hansen | Gårdmand                                    |        |
| 4. valgkreds | Køge          | Niels Lind    | Borgerrepræsentant                          | Ja     |
| 5. valgkreds | Blæsenborg    | D.E. Rugaard  | Redaktør                                    | Ja     |

## Frederiksborg Amt
| Valgkreds    | Valgsted      | Valgt              | Titel              | Kåring |
| ------------ | ------------- | ------------------ | ------------------ | ------ |
| 1. valgkreds | Helsingør     | Christian Tiemroth | Regeringsråd       | Ja     |
| 2. valgkreds | Fredensborg   | Ludvig Jung        | Proprietær         |        |
| 3. valgkreds | Hillerød      | Morits Philipsen   | Proprietær         | Ja     |
| 4. valgkreds | Frederiksværk | Jens Nielsen       | Gårdejer           | Ja     |
| 5. valgkreds | Frederikssund | C.E. Rotwitt       | Højesteretsadvokat | Ja     |

## Holbæk Amt
| Valgkreds    | Valgsted   | Valgt            | Titel      | Kåring |
| ------------ | ---------- | ---------------- | ---------- | ------ |
| 1. valgkreds | Holbæk     | C. Bertelsen     | Boghandler | Ja     |
| 2. valgkreds | Svinninge  | A.F. Tscherning  | Oberst     | Ja     |
| 3. valgkreds | Vedby      | Mikkel Rasmussen | Gårdmand   |        |
| 4. valgkreds | Kalundborg | N.F. Jespersen   | Kaptajn    |        |
| 5. valgkreds | Nykøbing   | F.N. Andresen    | Skolelærer | Ja     |

## Sorø Amt
| Valgkreds    | Valgsted   | Valgt            | Titel              | Kåring |
| ------------ | ---------- | ---------------- | ------------------ | ------ |
| 1. valgkreds | Ringsted   | L.M. Müllen      | Major              | Ja     |
| 2. valgkreds | Sorø       | C.C. Alberti     | Overretsprokurator | Ja     |
| 3. valgkreds | Slagelse   | Th. Hasle        | Proprietær         | Ja     |
| 4. valgkreds | Skælskør   | Søren Jensen     | Smed               |        |
| 5. valgkreds | Fuglebjerg | Frederik Frølund | Skoleinspektør     | Ja     |

## Præstø Amt
| Valgkreds    | Valgsted       | Valgt             | Titel      | Kåring |
| ------------ | -------------- | ----------------- | ---------- | ------ |
| 1. valgkreds | Store Heddinge | Lars Hansen       | Gårdmand   | Ja     |
| 2. valgkreds | Faxe           | Ove Peter Olsen   | Skolelærer | Ja     |
| 3. valgkreds | Næstved        | J. Jochumsen      | Gårdmand   | Ja     |
| 4. valgkreds | Præstø         | N.F.S. Grundtvig  | Pastor     | Ja     |
| 5. valgkreds | Vordingborg    | Chr. Schroll      | Gårdmand   | Ja     |
| 6. valgkreds | Stege          | A. Christophersen | Gårdejer   | Ja     |

## Bornholms Amt
| Valgkreds    | Valgsted  | Valgt             | Titel   | Kåring |
| ------------ | --------- | ----------------- | ------- | ------ |
| 1. valgkreds | Rønne     | Findanus Petersen | Urmager |        |
| 2. valgkreds | Aakirkeby | O.E. Sonne        | Farver  |        |

## Maribo Amt
| Valgkreds    | Valgsted         | Valgt           | Titel            | Kåring |
| ------------ | ---------------- | --------------- | ---------------- | ------ |
| 1. valgkreds | Nakskov          | J.C. Lindberg   | Dr.phil., pastor | Ja     |
| 2. valgkreds | Maribo           | Georg Aagaard   | Prokurator       | Ja     |
| 3. valgkreds | Sakskøbing       | Frederik Barfod | Student          | Ja     |
| 4. valgkreds | Nykøbing Falster | D.G. Monrad     | Biskop           | Ja     |
| 5. valgkreds | Stubbekøbing     | Rasmus Olsen    | Gårdmand         | Ja     |

## Odense Amt
| Valgkreds    | Valgsted   | Valgt                   | Titel           | Kåring |
| ------------ | ---------- | ----------------------- | --------------- | ------ |
| 1. valgkreds | Odense     | Julius Schovelin        | Ingeniørkaptajn | Ja     |
| 2. valgkreds | Kerteminde | Christen Larsen         | Gårdmand        | Ja     |
| 3. valgkreds | Assens     | Christian Møller        | Pastor          | Ja     |
| 4. valgkreds | Middelfart | A. Larsen               | Gårdmand        | Ja     |
| 5. valgkreds | Bogense    | H.M. Petersen           | Boelsmand       | Ja     |
| 6. valgkreds | Søndersø   | Hans Christian Johansen | Gårdmand        |        |
| 7. valgkreds | Verninge   | Cornelius Petersen      | Gårdejer        | Ja     |

## Svendborg Amt
| Valgkreds    | Valgsted     | Valgt            | Titel      | Kåring |
| ------------ | ------------ | ---------------- | ---------- | ------ |
| 1. valgkreds | Nyborg       | J.N. Gomard      | Bogbinder  | Ja     |
| 2. valgkreds | Kværndrup    | J. Jensen        | Gårdejer   |        |
| 3. valgkreds | Svendborg    | Carl Ploug       | Cand.phil. | Ja     |
| 4. valgkreds | Faaborg      | Adolph Fleischer | Proprietær | Ja     |
| 5. valgkreds | Sønder Broby | L.H.F. Oppermann | Lektor     | Ja     |
| 6. valgkreds | Rudkøbing    | J.A. Hansen      | Redaktør   | Ja     |

## Hjørring Amt
| Valgkreds    | Valgsted      | Valgt              | Titel      | Kåring |
| ------------ | ------------- | ------------------ | ---------- | ------ |
| 1. valgkreds | Frederikshavn | Lars Pedersen      | Gårdejer   | Ja     |
| 2. valgkreds | Sæby          | J.A. von der Recke | Kaptajn    | Ja (*) |
| 3. valgkreds | Hjørring      | Hans Simonsen      | Proprietær | Ja     |
| 4. valgkreds | Vrejlev       | Knud Larsen        | Gårdejer   | Ja     |
| 5. valgkreds | Halvrimmen    | Lars Jensen        | Gårdejer   | Ja     |

(*) I sæbykredsen var skolelærer Hartvig Schou eneste kandidat ved valget 1. december 1854. Han opnåede ikke valg ved kåring og begærede ikke afstemning. Kaptajn von der Recke valgtes ved kåring ved det afholdte omvalg ugen efter.

## Aalborg Amt
| Valgkreds    | Valgsted    | Valgt             | Titel        | Kåring |
| ------------ | ----------- | ----------------- | ------------ | ------ |
| 1. valgkreds | Nørresundby | L.D. Hass         | Pastor       | Ja     |
| 2. valgkreds | Aalborg     | Peder Hansen      | Konferensråd |        |
| 3. valgkreds | Bælum       | A. Jungersen      | Skolelærer   | Ja     |
| 4. valgkreds | Brorstrup   | Morten Andersen   | Skolelærer   | Ja     |
| 5. valgkreds | Nibe        | Regnar Westenholz | Etatsråd     | Ja     |

## Thisted Amt
| Valgkreds    | Valgsted      | Valgt              | Titel       | Kåring |
| ------------ | ------------- | ------------------ | ----------- | ------ |
| 1. valgkreds | Bjerget Kro   | P.C. Myrup         | Skolelærer  |        |
| 2. valgkreds | Thisted       | C.A.H. Hansen      | Kammerråd   | Ja     |
| 3. valgkreds | Vestervig     | A. Lychegaard      | Exam.juris. | Ja     |
| 4. valgkreds | Nykøbing Mors | J.N.F. Hasselbalch | Proprietær  |        |

## Viborg Amt
| Valgkreds    | Valgsted    | Valgt               | Titel            | Kåring |
| ------------ | ----------- | ------------------- | ---------------- | ------ |
| 1. valgkreds | Skive       | B.L. Nørgaard       | Gårdejer         |        |
| 2. valgkreds | Viborg      | L.N. Bregendahl     | Overretsassessor | Ja     |
| 3. valgkreds | Levring     | C. Jensen           | Gårdejer         | Ja     |
| 4. valgkreds | Søndervinge | M.P. Bruun          | Fabriksejer      |        |
| 5. valgkreds | Løvel       | Graves P. Lundgaard | Gårdejer         |        |

## Randers Amt
| Valgkreds    | Valgsted | Valgt           | Titel       | Kåring |
| ------------ | -------- | --------------- | ----------- | ------ |
| 1. valgkreds | Mariager | J. Jensen       | Skolelærer  | Ja     |
| 2. valgkreds | Randers  | J.B.S. Estrup   | Godsejer    | Ja     |
| 3. valgkreds | Hørning  | N.C. Condrup    | Gårdmand    | Ja     |
| 4. valgkreds | Grenaa   | Michael Drewsen | Fabriksejer | Ja     |
| 5. valgkreds | Ebeltoft | A.W. Dinesen    | Major       | (*)    |

(*) Ved valget i Ebeltoftkredsen 1. december 1854 var bogtrykker Niels Winther eneste kandidat, men opnåede ikke valg idet 96 stemte for ham og 252 imod ham. Major Dinesen vandt valget ved afstemning ved omvalget 8. december 1954.

## Århus Amt
| Valgkreds    | Valgsted   | Valgt         | Titel              | Kåring |
| ------------ | ---------- | ------------- | ------------------ | ------ |
| 1. valgkreds | Odder      | Geert Winther | Dr.phil.           | Ja     |
| 2. valgkreds | Aarhus     | J.E. Damkier  | Overretsprokurator | Ja     |
| 3. valgkreds | Skjoldelev | Jens Pedersen | Gårdmand           | Ja     |

## Skanderborg Amt
| Valgkreds    | Valgsted    | Valgt           | Titel          | Kåring |
| ------------ | ----------- | --------------- | -------------- | ------ |
| 1. valgkreds | Horsens     | P.A. Tutein     | Hofjægermester | Ja     |
| 2. valgkreds | Skanderborg | Laurids Schøler | Gårdmand       | Ja     |
| 3. valgkreds | Brædstrup   | R. Mathiassen   | Gårdmand       | Ja     |

## Vejle Amt
| Valgkreds    | Valgsted   | Valgt              | Titel            | Kåring |
| ------------ | ---------- | ------------------ | ---------------- | ------ |
| 1. valgkreds | Fredericia | Hans Brøchner      | Dr.phil.         |        |
| 2. valgkreds | Kolding    | Jens Jørgensen     | Gårdejer         |        |
| 3. valgkreds | Vejle      | Frederik Hammerich | Dr.phil., pastor | Ja     |
| 4. valgkreds | Give       | G. Krøyer          | Proprietær       | Ja     |
| 5. valgkreds | Bjerre     | Therkel Therkelsen | Gårdmand         | (*)    |

(*) Ved valget i Bjerrekredsen 1. december 1854 var proprietær Hans Lindahl eneste kandidat, men han opnåede ikke valg, idet 60 stemte for ham og 155 imod ham. Gårdmand Therkelsen stillede op mod Linddahl ved omvalget 8. december 1854 og blev valgt med 240 stemmer imod 160 stemmer til Linddahl.

## Ringkøbing Amt
| Valgkreds    | Valgsted   | Valgt               | Titel    | Kåring |
| ------------ | ---------- | ------------------- | -------- | ------ |
| 1. valgkreds | Ringkøbing | Vilhelm Schøler     | Pastor   |        |
| 2. valgkreds | Lemvig     | C.C.N.M. Brockdorff | Møller   | Ja     |
| 3. valgkreds | Holstebro  | A. Westergaard      | Gårdejer | Ja     |
| 4. valgkreds | Herning    | P. Knudsen          | Gårdmand | Ja     |
| 5. valgkreds | Skjern     | Chr. Sønderby       | Gårdmand | Ja     |

## Ribe Amt
| Valgkreds    | Valgsted | Valgt                     | Titel     | Kåring |
| ------------ | -------- | ------------------------- | --------- | ------ |
| 1. valgkreds | Varde    | Jens M. Bollerup Andersen | Gårdmand  | Ja     |
| 2. valgkreds | Hjerting | Hother Hage               | Cand.jur. |        |
| 3. valgkreds | Ribe     | Hans Puggaard             | Grosserer | Ja     |
| 4. valgkreds | Bække    | D. Eiler                  | Gårdmand  | Ja     |
| 5. valgkreds | Bredebro | N.A. Hansen               | Gårdmand  |        |

## Færøerne
Hverken listen over de valgte folketingsmedlemmer i Rigsdagstidende eller Det statistiske Bureaus publikation om valget siger noget om folketingsvalget på Færøerne. Emil Elberling og Victor Elberling skriver at Niels Winther var folketingsmand for Færøerne fra 1. juli 1851 til juni 1857, men det fremgår ikke hvornår der været afholdt valg på Færøerne. Winther stillede i øvrigt også op til valget i Ebeltoftkredsen, men uden at blive valgt der (se overfor).

## Suppleringsvalg
Vilhelm Schøler udtrådte af Folketinget 27. februar 1855. Gårdmand Sylvester Jørgensen vandt suppleringsvalget i Ringkøbing Amts 1. valgkreds (Ringkøbing) 13. marts 1855.